# Liste d'œuvres d'art public dans l'Aveyron
Cet article vise à recenser les œuvres d'art dans l'espace public situées dans le département de l'Aveyron, en France.

## Liste
Les œuvres sont classées par ordre alphabétique de communes et, au sein de celles-ci, par ordre chronologique d'installation, dans la mesure des informations disponibles.

### Sculptures
| Œuvre                                            | Auteur        | Commune                  | Localisation    | Notes                                             | Installation | Coordonnées                      | Illustration                       |
| ------------------------------------------------ | ------------- | ------------------------ | --------------- | ------------------------------------------------- | ------------ | -------------------------------- | ---------------------------------- |
| Statue de François Gracchus Cabrol               | À déterminer  | Decazeville              | À déterminer    | Représente François Gracchus Cabrol.              | À déterminer | à géolocaliser                   | Statue de François Gracchus Cabrol |
| Statue de François d'Estaing                     | À déterminer  | Estaing                  | À déterminer    | Représente François d'Estaing.                    | À déterminer | à géolocaliser                   | Statue de François d'Estaing       |
| Le Taureau de Laguiole                           | Georges Guyot | Laguiole                 | À déterminer    |                                                   | 1947         | à géolocaliser                   | Le Taureau de Laguiole             |
| Monument a Édouard-Alfred Martel et Louis Armand | Joseph Malet  | Mostuéjouls              | La Muse         | Représente Édouard-Alfred Martel et Louis Armand. | 1927         | 44° 11′ 40″ nord, 3° 12′ 28″ est | Martel et Armand                   |
| Statue de Amans-Alexis Monteil                   | Denys Puech   | Rodez                    | À déterminer    | Représente Amans-Alexis Monteil.                  | À déterminer | à géolocaliser                   | Statue de Amans-Alexis Monteil     |
| Statue de Jean-Henri Fabre                       | Joseph Malet  | Saint-Léons              | À déterminer    | Représente Jean-Henri Fabre.                      | 1924         | à géolocaliser                   | Statue de Jean-Henri Fabre         |
| Eugène Viala                                     | À déterminer  | Salles-Curan             | À déterminer    | Représente Eugène Viala.                          | À déterminer | à géolocaliser                   | Image manquante                    |
| Buste de Paul Bodin                              | À déterminer  | Tanus                    | Viaduc du Viaur | Représente Paul Bodin.                            | À déterminer | à géolocaliser                   | Buste de Paul Bodin                |
| Buste de Charles de Pomairols                    | Denys Puech   | Villefranche-de-Rouergue | À déterminer    | Représente Charles de Pomairols.                  | À déterminer | à géolocaliser                   | Buste de Charles de Pomairols      |
| Buste de Jean-François Bories                    | À déterminer  | Villefranche-de-Rouergue | À déterminer    | Représente Jean-François Bories.                  | À déterminer | à géolocaliser                   | Buste de Jean-François Bories      |

### Monuments aux morts
| Œuvre                                        | Auteur                                 | Commune           | Localisation                                            | Notes              | Installation | Coordonnées                      | Illustration                                                                                                   |
| -------------------------------------------- | -------------------------------------- | ----------------- | ------------------------------------------------------- | ------------------ | ------------ | -------------------------------- | --- |
| On ne passe pas (d) (monument aux morts)     | Copie d'après Louis Maubert            | Asprières         | À déterminer                                            |                    | À déterminer | à géolocaliser                   | On ne passe pas (d) (monument aux morts)                                                                       |
| Poilu au repos (monument aux morts)          | Copie d'après Étienne Camus            | Aubrac            | Intersection de la rue Audrain (RD 987) et de la RD 533 |                    | À déterminer | à géolocaliser                   | Poilu au repos (monument aux morts)« Monument aux morts de 1914-1918 à Aubrac », sur À nos grands hommes       |
| Monument aux morts                           | Marc Robert                            | Boisse-Penchot    | À déterminer                                            | Inscrit MH (2018). | À déterminer | 44° 35′ 08″ nord, 2° 12′ 13″ est | Image manquante                                                                                                |
| Poilu au repos (monument aux morts)          | Copie d'après Étienne Camus            | Brommat           | À côté de la mairie                                     |                    | À déterminer | 44° 49′ 50″ nord, 2° 41′ 03″ est | Image manquante                                                                                                |
| On ne passe pas ! (monument aux morts)       | Copie d'après Joseph Carlier           | Campouriez        | À déterminer                                            |                    | À déterminer | à géolocaliser                   | Image manquante                                                                                                |
| Le Poilu victorieux (monument aux morts)     | Copie d'après Eugène Bénet             | Capdenac-Gare     | À déterminer                                            |                    | À déterminer | à géolocaliser                   | Image manquante                                                                                                |
| Poilu au repos (monument aux morts)          | Copie d'après Étienne Camus            | Castanet          | Sur la place Jean Boudou, au bord de la RD 613          |                    | À déterminer | à géolocaliser                   | Image manquante                                                                                                |
| Monument aux morts                           | André Léon Galtié                      | Decazeville       | Devant le parvis de l'église Notre-Dame                 | Inscrit MH (2018). | 1934         | 44° 33′ 36″ nord, 2° 15′ 04″ est | Monument aux morts de Decazeville                                                                              |
| Poilu au repos (monument aux morts)          | Copie d'après Étienne Camus            | Graissac          | Au bord de la RD 70                                     |                    | À déterminer | à géolocaliser                   | Image manquante                                                                                                |
| Poilu au repos (monument aux morts)          | Copie d'après Étienne Camus            | La Fouillade      | À côté de l'église de l'Assomption                      |                    | À déterminer | à géolocaliser                   | Poilu au repos (monument aux morts)« Monument aux morts de 1914-1918 à La Fouillade », sur À nos grands hommes |
| La Victoire en chantant (monument aux morts) | Copie d'après Charles Édouard Richefeu | Le Nayrac         | Sur la place de l'Église                                |                    | 1922         | 44° 36′ 47″ nord, 2° 39′ 47″ est | Image manquante                                                                                                |
| Poilu au repos (monument aux morts)          | Copie d'après Étienne Camus            | Montsalès         | Près de l'église                                        |                    | 1922         | à géolocaliser                   | Image manquante                                                                                                |
| Monument aux morts                           | Joseph Grandet                         | Mur-de-Barrez     | Contre le mur du bâtiment adossé à la tour de Monaco    | Inscrit MH (2018). | 1923         | 44° 50′ 38″ nord, 2° 39′ 37″ est | Monument aux morts de Mur-de-Barrez                                                                            |
| On ne passe pas ! (monument aux morts)       | Copie d'après Joseph Carlier           | Nant              | À déterminer                                            |                    | À déterminer | à géolocaliser                   | Image manquante                                                                                                |
| Le Poilu victorieux (monument aux morts)     | Copie d'après Eugène Bénet             | Pons              | À déterminer                                            |                    | À déterminer | à géolocaliser                   | Image manquante                                                                                                |
| Poilu au repos (monument aux morts)          | Copie d'après Étienne Camus            | Sébazac-Concourès | Derrière la mairie                                      |                    | 1927         | à géolocaliser                   | Poilu au repos (monument aux morts)                                                                            |
| Poilu au repos (monument aux morts)          | Copie d'après Étienne Camus            | Viala-du-Tarn     | À déterminer                                            |                    | À déterminer | à géolocaliser                   | Image manquante                                                                                                |

### Fontaines
| Œuvre | Auteur | Commune | Localisation | Notes | Installation | Coordonnées | Illustration |
| ----- | ------ | ------- | ------------ | ----- | ------------ | ----------- | ------------ |